# هوذة بن خليفة
هوذة بن خليفة بن عبد الله بن عبد الرحمن بن أبي بكرة، أبو الأشهب الثقفي البكراوي البصري الأصم، أحد رواة الحديث وهو صدوق حسن الحديث. ، وُلد سنة نيف وعشرين ومائة ، أصله من البصرة، وسكن بغداد، ، وكان صاحب حديث ومعرفة، إلا أن أكثر كتبه عدمت، فحدث بما بقي له، توفي سنة ست عشر ومائتين. 

## روايته للحديث النبوي
- حدث عن: سليمان التيمي، وأشعث بن عبد الملك الحمراني، وعوف الأعرابي، وابن عون، ويونس بن عبيد، وهشام بن حسان، وأبي حنيفة، وابن جريج، والحسن بن عمارة، وطائفة.
- حدث عنه: أحمد بن حنبل، وأبو بكر بن أبي شيبة، وعباس الدوري، ومحمد بن سعد، ومحمد بن عبد الله المخرمي، ويعقوب الدورقي، وأبو زرعة الدمشقي، وأبو حاتم، وإبراهيم الحربي، وأحمد بن علي الخراز المقرئ، وبشر بن موسى، والحارث بن أبي أسامة، وولده عبد الملك بن هوذة، ومحمد بن شاذان الجوهري، ومحمد بن العباس المؤدب، وخلق سواهم.[4]

## أقوال العلماء فيه
الجرح والتعديل
- قال أبو حاتم الرازي : صدوق.
- قال أبو حاتم بن حبان البستي : ذكره في الثقات.
- قال أحمد بن حنبل : ما كان أصلح حديثه، ومرة: أرجو أن يكون صدوقا إن شاء الله.
- قال أحمد بن شعيب النسائي : ليس به بأس.
- قال ابن حجر العسقلاني: صدوق.
- قال الذهبي : صدوق.
- قال يحيى بن معين : هوذة عن عوف ضعيف، ومرة: لم يكن بالمحمود.